# Margaret Rawlings
Margaret Rawlings (5 juni 1906 - 19 mei 1996) was een Britse actrice.

## Levensloop en carrière
Rawlings werd geboren in 1906 in Osaka. In 1927 maakte ze haar debuut in het theater. Ze zou tot 1979 blijven acteren in theaters. Ze speelde ook in 6 films, waarvan Roman Holiday uit 1953 de bekendste is. In 1972 speelde ze naast Mia Farrow in Follow Me!.
Ze overleed in 1996 op 89-jarige leeftijd.
- Bibliothèque nationale de France: cb15639409w (data)
- Gemeinsame Normdatei: 143973495
- International Standard Name Identifier: 0000 0000 7850 3397
- Library of Congress Control Number: n80162498
- Nationale Bibliotheek van Israël: 987007426634605171
- SNAC: w6h743n5
- Trove: 1218115
- Virtual International Authority File: 94371946
- WorldCat: E39PBJvHh9jQW736hrYgKrq4v3